# Brachycyrtus muesebecki
Brachycyrtus muesebecki är en stekelart som först beskrevs av Walkley 1956.  Brachycyrtus muesebecki ingår i släktet Brachycyrtus och familjen brokparasitsteklar. Inga underarter finns listade.